# Lucyna Kozień
Lucyna Kozień (ur. 25 maja 1954) – polska krytyczka teatralna, dyrektorka naczelna i artystyczna Teatru Lalek Banialuka w Bielsku-Białej (2003–2019).

## Życiorys
Ukończyła na Uniwersytecie Jagiellońskim studia polonistyczne oraz Podyplomowe Studium Dziennikarskie.
Od 1981 była związana zawodowo z Teatrem Lalek Banialuka w Bielsku-Białej. W latach 2003–2019 pełniła funkcję dyrektorki naczelnej i artystycznej tegoż Teatru oraz Międzynarodowego Festiwalu Sztuki Lalkarskiej w Bielsku-Białej.
Od 1995 członkini, a od 2007 II Wiceprezydentka Zarządu Polskiego Ośrodka Lalkarskiego POLUNIMA. W latach 1989–1995 była członkinią Zarządu Polskiego Ośrodka ASSITEJ – Międzynarodowego Stowarzyszenia Teatrów dla Dzieci i Młodzieży.
Autorka sztuk i adaptacji scenicznych, m.in. Opowieści o chłopcu i wietrze oraz Zbójnickiej opowieści. W 1995 została redaktorką naczelną pisma „Animator”, a w 2001 „Teatr Lalek”.

## Wybrane odznaczenia i nagrody
- Złota Maska (1997)[2]
- Krzyż Kawalerski Orderu Odrodzenia Polski „za wybitne zasługi w działalności na rzecz edukacji kulturalnej dzieci i młodzieży” (2016)[3]
- Złoty Medal „Zasłużony Kulturze Gloria Artis” (2017)[2]

## Publikacje książkowe
- Bielskie festiwale lalkowe = The Bielsko puppet festivals, 1992.
- Jan Dorman : dokumentacja działalności, 1996.
- Włodzimierz Dobromilski : dokumentacja działalności, 1998.
- 100 przedstawień teatru lalek : antologia recenzji 1945–1996, 1998 [współred.].
- Krzysztof Rau : dokumentacja działalności, 1999.
- Sen : Helmut Kajzar, 2005
- Teatr bez granic : bielskie festiwale lalkowe / Theatre without frontiers : the Bielsko puppets festivals, 2012.
- Teatr mój widzę… / I see my theatre… : Alexander Andrzej Łabiniec 1930–2010, 2012 [red.].
- O lalki, lalki…: 60 lat Polunima (1961–2021) / Puppets, puppets…: Polunima 60th anniversary (1961–2021), 2021.